# Tokugawa Tsunayoshi
Tokugawa Tsunayoshi (徳川 綱吉?; Edo, 23 febbraio 1646 – 19 febbraio 1709) è stato un militare giapponese.
Figlio di Tokugawa Iemitsu e fratello minore di Tokugawa Ietsuna, fu il quinto shōgun dello shogunato Tokugawa.

## Infanzia e ascesa
Tsunayoshi nacque da una delle concubine di Iemitsu, una figlia adottiva di Honjo Munemasa (originariamente sembra appartenesse a una famiglia di mercanti di Kyoto), e trascorse l'infanzia con lei nel castello di Edo. Si crede che fosse leggermente ritardato, a causa della stretta consanguineità della famiglia. Secondo Buya Shokudan, invece, «il figlio minore (Tsunayoshi) si distingueva per la sua precocità e per la sua vivacità sin da piccolo, e il padre, il terzo shōgun, Iemitsu, cominciò a temere che potesse usurpare la posizione dei fratelli maggiori. Perciò ordinò che il ragazzo (Tsunayoshi) non fosse educato come un guerriero, come consueto per la sua posizione, ma come uno studioso».
Nel 1651 Iemitsu morì, quando Tsunayoshi aveva solo cinque anni, e Ietsuna divenne shōgun. Non si sa come Tsunayoshi trascorse questo periodo, ma non fu mai coinvolto negli affari dello shogunato.
Nel 1680 Ietsuna morì senza lasciare eredi, e sorse il problema della successione. Sakai Tadakiyo, uno dei più influenti consiglieri di Ietsuna, suggerì che lo shogunato passasse a un membro della famiglia imperiale, come già era avvenuto nella stessa situazione nello shogunato Kamakura, ma la sua proposta venne bocciata dal clan Tokugawa. Hotta Masatoshi, un altro influente consigliere di Ietsuna, suggerì Tsunayoshi, e la proposta trovò ampi consensi; Tsunayoshi divenne così shōgun nello stesso anno e concesse a Masatoshi il titolo di Tairō (capo del Rōjū e l'ufficio di più alto grado nello shogunato dopo quello dello shōgun).

## Shogunato
Poco dopo la sua ascesa diede prova di grande adesione al codice dei samurai ordinando ad un vassallo accusato di malgoverno di compiere seppuku e confiscando il suo feudo di 250.000 koku. Sin dagli inizi Tsunayoshi ebbe come unica consigliera sua madre, che prese il posto dei vari reggenti e consiglieri che avevano guidato l'azione del fratello.
Nel 1682 Tsunayoshi comandò alle forze dell'ordine di vigilare sulla moralità della popolazione, e promulgò leggi severe, che bandivano la prostituzione, impedivano alle case da tè di assumere cameriere donne, e vietò i tessuti rari e costosi (che continuarono a circolare nel contrabbando). Nello stesso anno cominciò a tenere letture pubbliche di opere neoconfuciane, in particolare il Da Xue e lo Xiao Jing; alle letture, che presero cadenza annuale, chiamava tutti i daimyō, e nel 1690 ne tenne una a Kyōto davanti a shintoisti, buddhisti e emissari della corte dell'Imperatore Higashiyama.
Nel 1684, dopo l'assassinio di Masatoshi da parte di un cugino, diminuì l'autorità del posto di Tairō.
Nel 1691, Engelbert Kaempfer prese parte all'ambasciata annuale inviata dagli olandesi in Giappone; viaggiò da Nagasaki a Ōsaka, poi Kyōto, e infine raggiunse Edo. Kaempfer racconta nei suoi scritti che nell'udienza con lo shōgun (posticipata a causa di un incendio scoppiato a Edo), Tsunayoshi e alcune dame di corte parlarono con i membri dell'ambasciata da dietro pannelli sottili, e lo shōgun chiese loro di parlare e cantare tra loro come se fossero da soli, in modo da poter osservare le abitudini degli occidentali. Al termine dell'udienza lo shōgun fece allestire una rappresentazione di teatro Nō, di cui era appassionato.
A partire dal 1694, Tsunayoshi divenne ossessionato dal proteggere tutti gli esseri viventi; in particolare, essendo nato nell'anno del cane del calendario cinese, promulgò lo Shorui Awaremi no Rei (生類憐みの令?), il primo di diversi editti a protezione dei cani, soprattutto di quelli randagi o malati. Si giunse al punto che un apprendista fu condannato a morte per aver ferito un cane. Nel 1695, si racconta che il numero di cani a Edo divenne un serio problema, e lo shōgun fu soprannominato "Inu-Kubō" (犬公方? "il regnante cane"); alla fine dello stesso anno furono costruiti diversi canili nei sobborghi della città capaci di ospitarne circa 50.000, e nei quali venivano ben nutriti con riso e pesce.
Dopo la morte della madre, il ruolo di consigliere di Tsunayoshi fu assunto da Yanagisawa Yoshiyasu.
Nel 1701 avvenne uno scontro tra daimyō all'interno del castello di Edo; dei due contendenti, Asano Naganori venne condannato a morte, mentre Kira Yoshinaka non venne neanche formalmente accusato. Alcuni vassalli del clan Asano, noti come i Quarantasette Rōnin, lo vendicarono uccidendo Yoshinaka; la loro storia divenne leggendaria, e fu presa come spunto per diverse rappresentazioni teatrali, tra cui l'opera di bunraku dal titolo Kanadehon Chushingura, scritta da Takeda Izumo nel 1748 e poi adattata in un'opera di kabuki ancora molto rappresentata.
Nel 1706, Edo fu colpita da un tifone, e l'anno seguente il Fuji eruttò. Tsunayoshi, che era già malato, morì tre giorni dopo il suo sessantatreesimo compleanno nel 1709, e gli succedette suo nipote Ienobu, figlio di suo fratello Tsunashige e daimyō di Kōfu.